# Gonna Make You a Star
"Gonna Make You A Star" is een poprock-opname van David Essex. Geschreven door David Essex en geproduceerd door Jeff Wayne, was "Gonna Make You a Star" Essex' eerste nummer 1-hit en stond drie weken lang bovenaan de Britse hitlijst in november 1974. Het bereikte nummer 105 in de Billboard Hot 100 in de VS.  De plaat bevatte een prominent gebruik van de synthesizer.
In 2007 werd het nummer opnieuw uitgebracht door Lee Mead, winnaar van de Any Dream Will Do BBC One TV-competitie, die vervolgens in het voorjaar van 2009 in de VS werd uitgezonden op BBC America; Mead speelde vervolgens 18 maanden lang de titelrol in Andrew Lloyd Webber's West End-herhaling van Joseph and the Amazing Technicolour Dreamcoat. De Britse komiek Peter Kay liet zijn personage Marc Park "Gonna Make You a Star" als eerste single uitbrengen nadat hij de fictieve Talent Trek-wedstrijd had gewonnen in zijn parodiedocumentaireserie That Peter Kay Thing op Channel 4 in 2000.
Essex' nummer was ook te horen in zijn jukeboxmusical All the Fun of the Fair.